# Alejandro Damián Domínguez
Alejandro Damián Domínguez (født 10. juni 1981 i Buenos Aires, Argentina) er en argentinsk fodboldspiller, der spiller som offensiv midtbanespiller i spanske klub Rayo Vallecano.
Han har tidligere repræsenteret Quilmes og River Plate i sit hjemland samt Rubin Kazan og Zenit Skt. Petersborg i Rusland og Rayo Vallecano i Spanien.
I 2009 blev Domínguez kåret til årets spiller i russisk fodbold.